# Гіббстаун (Нью-Джерсі)
Гіббстаун (англ. Gibbstown) — переписна місцевість (CDP) в США, в окрузі Глостер штату Нью-Джерсі. Населення — 3822 особи (2020).

## Географія
Гіббстаун розташований за координатами 39°49′28″ пн. ш. 75°16′41″ зх. д. / 39.82444° пн. ш. 75.27806° зх. д. (39.824540, -75.278082).  За даними Бюро перепису населення США в 2010 році переписна місцевість мала площу 4,25 км², з яких 4,25 км² — суходіл та 0,00 км² — водойми.

## Демографія
Згідно з переписом 2010 року, у переписній місцевості мешкало 3739 осіб у 1472 домогосподарствах у складі 1039 родин. Густота населення становила 879 осіб/км².  Було 1551 помешкання (365/км²).
Расовий склад населення:
| - 95,9 % — білих - 1,8 % — чорних або афроамериканців - 0,4 % — азіатів - 0,1 % — корінних американців |

До двох чи більше рас належало 1,5 %. Частка іспаномовних становила 2,0 % від усіх жителів.
За віковим діапазоном населення розподілялося таким чином: 21,3 % — особи молодші 18 років, 62,1 % — особи у віці 18—64 років, 16,6 % — особи у віці 65 років та старші. Медіана віку мешканця становила 42,9 року. На 100 осіб жіночої статі у переписній місцевості припадало 98,9 чоловіків;  на 100 жінок у віці від 18 років та старших — 94,8 чоловіків також старших 18 років.
Середній дохід на одне домашнє господарство  становив 74 881 долар США (медіана — 64 478), а середній дохід на одну сім'ю — 87 585 доларів (медіана — 76 181). Медіана доходів становила 62 661 долар для чоловіків та 41 350 доларів для жінок. За межею бідності перебувало 7,9 % осіб, у тому числі 12,3 % дітей у віці до 18 років та 4,0 % осіб у віці 65 років та старших.
Цивільне працевлаштоване населення становило 1871 осіб. Основні галузі зайнятості: освіта, охорона здоров'я та соціальна допомога — 22,3 %, публічна адміністрація — 10,4 %, роздрібна торгівля — 9,9 %, фінанси, страхування та нерухомість — 9,5 %.